# Huracán Bonnie (2022)
El huracán Bonnie fue un fuerte ciclón tropical que sobrevivió al paso del Océano Atlántico al Océano Pacífico, el primero en hacerlo desde el Huracán Otto en 2016. Fue la segunda tormenta nombrada de la Temporada de huracanes del Atlántico de 2022, Bonnie se originó a partir de una onda tropical que se desplazó frente a la costa oeste de África el 23 de junio. Moviéndose hacia el norte con poco desarrollo debido a las condiciones favorables, el Centro Nacional de Huracanes (NHC) inició avisos al respecto como Potencial ciclón tropical Dos a última hora del 27 de junio, debido a su amenaza inminente para tierra. La perturbación finalmente se organizó en la Tormenta tropical Bonnie a las 13:15 UTC del 1 de julio y se fortaleció a su intensidad máxima en la cuenca del Atlántico de 85 km/h (50 mph). Más tarde se convirtió en la cuarta tormenta con nombre, tercer huracán y primer gran huracán de la Temporada de huracanes en el Pacífico de 2022 después de cruzar Nicaragua y Costa Rica de este a oeste el 2 de julio e intensificarse a un huracán de categoría 3 el 5 de julio.
Al menos 3572 personas fueron evacuadas en Costa Rica. Las fuertes lluvias provocaron inundaciones y numerosos deslizamientos de tierra, con 40 casas inundadas en Trinidad y Tobago. Murieron un total de 5 personas; 4 en Nicaragua y 1 en El Salvador y se estimó que los daños fueron mínimos.

## Historia meteorológica
Una onda tropical se movió frente a la costa noroeste de África el 23 de junio, produciendo un área grande pero desorganizada de chubascos y tormentas eléctricas. La circulación del viento en niveles bajos asociada con el sistema se definió mejor y la actividad de tormentas eléctricas aumentó el 25 y 26 de junio, a medida que avanzaba de oeste a oeste-noroeste hacia el extremo sur de las Islas de Barlovento. Una misión de los Cazadores de huracanes de la NOAA del 27 de junio informó vientos con fuerza de tormenta tropical en el lado norte de la perturbación, pero indicó que aún no había mostrado una circulación cerrada bien definida. Aunque aún no podía clasificarse como ciclón tropical, debido a la amenaza que representaba el sistema para las Antillas Menores, el Centro Nacional de Huracanes (NHC) inició avisos sobre el sistema como Potencial Ciclón Tropical Dos más tarde ese mismo día. Más tarde, después de moverse a través de las Islas de Barlovento del sur a última hora del 28 de junio, la perturbación avanzó hacia el oeste a 43 km/h (26 mph) hacia la costa sur del Mar Caribe. Durante los próximos días, el sistema pasó justo al norte de Venezuela, donde se le impidió desarrollar una circulación distinta de bajo nivel debido a su rápida velocidad de avance y su interacción con la tierra. Sin embargo, todo el tiempo generó vientos sostenidos con fuerza de tormenta tropical. A medida que la perturbación avanzaba hacia Centroamérica en la mañana del 1 de julio, se organizó lo suficiente como para ser clasificada como tormenta tropical y el CNH le asignó el nombre de Bonnie. Incrustado en un entorno de TSM cálido y de bajo cizallamiento, Bonnie comenzó a intensificarse constantemente. A las 03:00 UTC del 2 de julio, Bonnie tocó tierra cerca de la frontera entre Costa Rica y Nicaragua en su máxima intensidad dentro del Atlántico con vientos sostenidos de 85 km/h (50 mph) y una presión central mínima de 997 mbar. A las 15:00 UTC del 2 de julio, Bonnie cruzó a la cuenca del Pacífico , convirtiéndose en el primer ciclón tropical en sobrevivir al cruce del Atlántico al Pacífico desde el Huracán Otto en 2016. El centro bien definido de circulación y las bandas persistieron en la tormenta varias horas después. Las imágenes de microondas indicaron que se desarrolló un núcleo interno y Bonnie continuó organizándose, con imágenes satelitales que mostraban una fuerte banda convectiva en las partes occidentales de la tormenta. Bonnie se convirtió en un huracán de categoría 1 el 4 de julio, justo al sur de Salina Cruz, Oaxaca, convirtiéndolo en el tercer huracán de la Temporada de huracanes en el Pacífico de 2022. Nueve horas más tarde, se desarrolló el ojo irregular del ciclón que era visible en las imágenes de satélite. Más tarde ese día, Bonnie se intensificó en un huracán de Categoría 2 cuando un núcleo interno y un ojo distinto se hicieron evidentes y el flujo de salida de nivel superior se volvió bastante bien definido.
La intensificación adicional se detuvo brevemente por un aumento de la cizalladura del viento del norte al noreste durante la noche del 4 al 5 de julio, pero pronto se reanudó y, a las 15:00 UTC del 5 de julio, Bonnie alcanzó la intensidad máxima como un huracán de categoría 3 con vientos máximos sostenidos de 185 km/h (115 mph) y una presión central mínima de 964 mbar. Poco después, el patrón de nubes de Bonnie se deterioró y su ojo comenzó a volverse menos definido, lo que provocó que el ciclón se debilitara a una fuerza de Categoría 2 a las 03:00 UTC del 6 de julio. Bonnie comenzó a debilitarse rápidamente debido a la cizalladura del viento y las aguas más frías del Pacífico. Como resultado, el huracán se debilitó a categoría 1 cuando pasó al sur de Isla Clarión el 7 de julio. El centro de circulación se incrustó con una pequeña nubosidad densa central hacia el norte temprano el 8 de julio, marcando la degradación de Bonnie a tormenta tropical. A las 21:00 UTC del 9 de julio, Bonnie degeneró en un ciclón postropical.

## Preparaciones e impacto

### Trinidad y Tobago
La oficina meteorológica nacional de Trinidad y Tobago emitió un aviso de tormenta tropical para la isla. Las escuelas cerraron sus puertas el 28 de junio pero abrieron al día siguiente. Varios vuelos domésticos hacia y desde los Estados Unidos, Barbados, Guyana, Jamaica, Surinam, San Martín y Curazao por la aerolínea Caribbean Airlines fueron cancelados o retrasados. Los edificios gubernamentales cerraron al mediodía del 28 de junio, pero varias empresas privadas cerraron antes. Se cancelaron los servicios de ferry a Tobago y el último ferry que partió hacia San Fernando partió de Puerto España en la tarde del 28 de junio. Se prepararon casi 400 refugios para la tormenta y se desplegaron más de 700 oficiales municipales para garantizar la seguridad de vehículos estacionados en estas instalaciones.
Trinidad y Tobago quedó con daños en su mayoría mínimos por el posible ciclón tropical, y algunas áreas recibieron fuertes lluvias e inundaciones repentinas. En la isla de Tobago, las agencias de emergencia recibieron dos informes de daños en el techo, cuatro de árboles caídos, uno de un accidente automovilístico y una casa colapsada. Una mujer de 79 años que estaba dentro de la casa de madera que se derrumbó en la mañana del 29 de junio salió ilesa pero perdió todas las pertenencias de su casa que había tenido durante más de 20 años. Sitios de anidación de tortugas laúd en algunas playas fueron severamente impactados por las inundaciones, arrastrando miles de huevos. Al menos 40 casas en un pueblo se inundaron; inundaciones de hasta 6 pies (1,82 m) de profundidad escombros orgánicos esparcidos por la playa. Varios deslizamientos de lodo y desprendimientos de rocas ocurrieron a lo largo de una carretera que une dos pueblos. Más de 200.000 clientes en todo el país perdieron el acceso al agua potable, lo que afectó a 26 comunidades y varias plantas de tratamiento de agua.

### México
El Huracán Bonnie, como un huracán importante de categoría 3, llevó a las autoridades mexicanas a emitir advertencias de fuertes lluvias a los estados de Colima, Guerrero, Jalisco y Michoacán a medida que avanza hacia el oeste. Autoridades en México advirtieron sobre fuertes lluvias en varios estados, y alertaron sobre olas de hasta 3 a 5 metros en las costas de los estados de Oaxaca y Guerrero. Un hombre de 28 años murió ahogado en Puerto Escondido, Oaxaca después de meterse al mar por el fuerte oleaje de hasta 3 y 5 metros de altura que provocó Bonnie.

### Otras partes
En Costa Rica, más de 3500 personas fueron evacuadas en diferentes puntos del país en albergues, luego de registrarse inundaciones y deslizamientos de tierra. Además, 15 cantones estaban en alerta roja y 8.593 viviendas quedaron sin energía eléctrica en Costa Rica. En Granada, los proveedores de electricidad advirtieron a los ciudadanos que se prepararan para los cortes de energía y que no tocaran las líneas eléctricas caídas. En la Provincia de Chiriquí, Panamá, varias familias fueron evacuadas debido a deslizamientos de tierra y fuertes lluvias. En Colombia, el gobierno advirtió a la Isla de San Andrés por fuertes lluvias e inundaciones , mientras que en la vecina Venezuela se suspendieron clases y vuelos. En tanto, los gobiernos de Nicaragua y Honduras emitieron alertas a todo su territorio por la tormenta. En Nicaragua, las autoridades reportaron cuatro muertes en relación con la tormenta. Bonnie también fue responsable de una muerte en El Salvador cuando emergió a la cuenca del Pacífico.